# Michael-Artillerieakademie in St. Petersburg

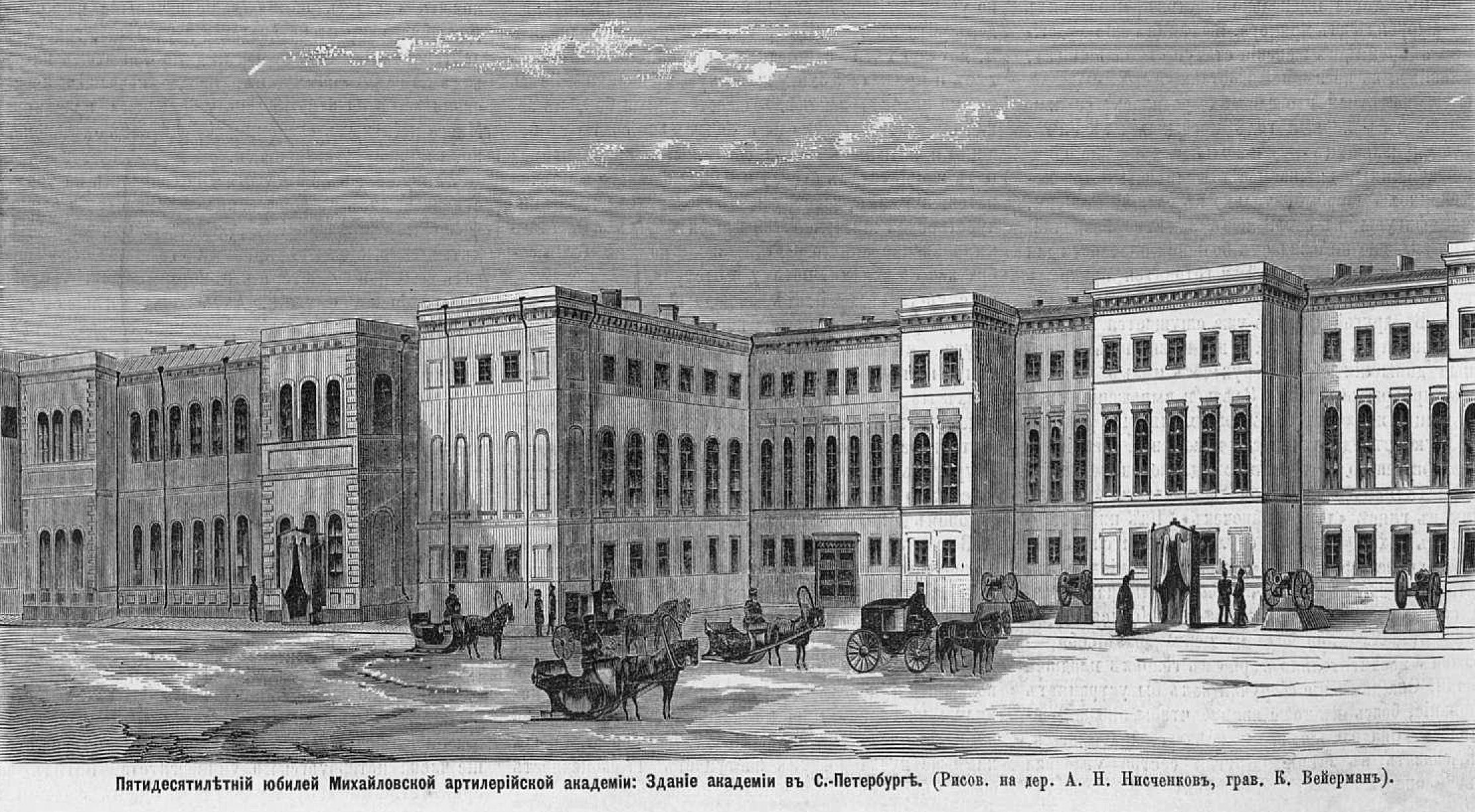
Michael-Artillerieakademie (1870)

Die Michael-Artillerieakademie (russisch Михайловская военная артиллерийская академия / Michailowskaja wojennaja artillerijskaja akademija, wiss. Transliteration Michajlovskaja voennaja artillerijskaja akademija, russ. Abk. МВАА / MWAA (wiss. Transliteration MVAA); engl. Mikhailovsky Military Artillery Academy) ist eine Militärakademie in Sankt Petersburg. Sie spezialisiert sich auf die Ausbildung und Weiterbildung der Artilleristen und bietet die Programme der Warrantoffiziersschule, der Offiziersschule (taktische Ebene), der Offiziersfortbildungschule (operative-taktische Ebene) und der Adjunktur (Forschung und Lehrtätigkeit) an.

## Geschichte
Sie ist eine der ältesten und renommiertesten Militärschulen in Russland. Im Laufe der Jahre hatte die Schule viele Namen und diese wurden auf verschiedene Weise übersetzt. Die Michael-Artillerieschule wurde 1849 nach Großfürst Michael Pawlowitsch benannt. Im Jahr 1855 wurde aus den Offiziersklassen der Schule die Michael-Artillerieakademie gegründet. In sowjetischer Zeit, bis 1995, war die Schule als Leningrader Artillerie-Akademie "M. I. Kalinin" (russisch: Военная артиллерийская академия им. М. И. Калинина), nach Michail Kalinin, bekannt.
Generalleutnant Sergei Anatoljewitsch Bakanejew  ist seit 2013 der Leiter der Akademie, stellvertretender Leiter ist Generalmajor Oleg Walerjewitsch Jegorow  (seit 4. Mai 2011).

## Verschiedenes
Ein in der Sowjetzeit beliebter Witz im Zusammenhang mit der Artillerie-Akademie lautete:
Плакат на артиллерийской академии: наша цель - коммунизм. (Ein Plakat an der Artillerie-Akademie: Unser Ziel - der Kommunismus.)

## Chefs

### Chefs und Leiter der Michael-Artillerieakademie und -Schule
- Alexander Dmitrijewitsch Sassjadko (1820–1827)
- Karl Iwanowitsch Opperman (1827–1831)
- Iwan Onufrijewitsch Suchosanet (1832–1836)
- Ilja Andrejewitsch Dolgorukow (1836–1849)
- Jakow Iwanowitsch Rostowzew (1849–1853)
- Orest Pawlowitsch Reswoi (1853–1857)
- Nikolai Andrejewitsch Kryschanowskij (1857–1861)
- Alexander Stepanowitsch Platow (1861–1871)
- Konstantin Iwanowitsch Rot (1871–1881)
- Nikolai Afanassjewitsch Demjanenkow (1881–1899)
- Wassili Timofejewitsch Tschernjawskij (1903–1917)
- Sergei Georgijewitsch Petrowitsch (1917–1919)

### Chefs der Artillerieakademie der Roten Armee (Militärtechnische Akademie der Roten Armee)
- Sergei Georgijewitsch Petrowitsch (1919–1923)
- Wladimir Dawydowitsch Grendal (1923–1924)
- Michail Michailowitsch Issajew (1924–1931)
- Alexander Ignatjewitsch Sedjakin (1931–1932)

### Chefs der F. E. Feliks Dzierzynski Artillerieakademie
- Dmitri Dmitrijewitsch Trisna (1932–1937)
- Arkadi Kusmitsch Siwkow (1937–1941)
- Leonid Alexandrowitsch Goworow (1941)
- Anatoli Arkadjewitsch Blagonrawow (1941–1942)
- Sergei Petrowitsch Sidorow (1942–1945)
- Wassili Issidorowitsch Chochlow (1945–1951)
- Georgi Wassiljewitsch Poluektow (1951–1953)

### Chefs der Militär (Kommando) -Akademie der Artillerie M. I. Kalinin
- Nikolai Nikolajewitsch Woronow (1953–1958)
- Wassili Stratonowitsch Korobtschenko (1958–1969)
- Petr Filippowitsch Sliptschenko (1969–1981)
- Alexander Iwanowitsch Matwejew (1981–1988)
- Boris Alexejewitsch Plyschewskij (1988–1997)

### Chefs der Michailow Militär-Akademie der Artillerie
- Wladimir Stepanowitsch Suchorutschenko (1997–2002)
- Wladimir Alexandrowitsch Konstantinow (2002–2009)
- Wladimir Wassiljewitsch Djatlow (2009—2013)[4]
- Sergei Anatoljewitsch Bakanejew (seit 2013)

## Schüler
Unter den Schülern der Einrichtung waren der finnische General Vilho Nenonen und Aslan Maschadow.